# Dibamidae
I Dibamidi (Dibamidae Boulenger, 1884) sono una famiglia di sauri, unica famiglia dell'infraordine Dibamia.

## Descrizione
Le femmine sono del tutto prive di arti mentre nei maschi essi sono ridotti a vestigia prive di funzione ambulatoria. Gli occhi sono anch'essi vestigiali e sono ricoperti da una squama. Le ossa del cranio sono fuse insieme e formano una struttura compatta atta allo scavo.

## Biologia
Sono organismi fossori che vivono nel sottosuolo delle foreste.

## Tassonomia
La famiglia comprende due generi:
- Anelytropsis Cope, 1885
- Dibamus Duméril et Bibron, 1839

## Distribuzione e habitat
Le specie del genere Dibamus sono diffuse nelle foreste tropicali del sudest asiatico, dell'Indonesia, delle Filippine e della Nuova Guinea. L'unica specie del genere Anelytropsis (A. papillosus) è endemica del Messico.
Per spiegare un tale areale disgiunto sono stati ipotizzati due differenti scenari: una dispersione dal Paleartico al Neartico attraverso lo stretto di Bering avvenuta tra il Paleocene superiore e l'Eocene ovvero una dispersione trans-oceanica attraverso il Pacifico che estenderebbe l'epoca di dispersione al Cretacico superiore.